# Journal of Lightwave Technology
『Journal of Lightwave Technology』（ジャーナル・オブ・ライトウェーブ・テクノロジー）は、アメリカ光学会およびIEEEが発行している査読付き科学学術雑誌である。1983年創刊。編集長はベル研究所のPeter J. Winzerで、半月毎に発行されている。
本誌では光ファイバおよびその製造、伝送技術、ファイバ光学素子、ファイバセンサ、平板光導波路およびデバイスといった、導波光学に関連する最新研究を収集している。Journal Citation Reportsによれば、本誌のインパクト・ファクターは2013年の時点で2.862。

## 関連文献
- Peter J. Winzer, Alan E. Willner, and Robert W. Tkach (2016). “A Third of a Century of Lightwave Technology January 1983–April 2016 (Editorial)”. Journal of Lightwave Technology (IEEE) 34 (9):  2079. doi:10.1109/JLT.2016.2542320. ISSN 0733-8724.